# Francesco Pozzi (Bildhauer)
Francesco Pozzi (* 22. November oder 22. Dezember 1790 in Portoferraio; † 28. Februar 1844 in Florenz) war ein italienischer Bildhauer und Steinschneider.

## Leben
Francesco Pozzi wurde als Sohn des Florentiner Bürgers Giuseppe Pozzi und der aus Portoferraio stammenden Mutter Anna Marbelli im Jahr 1790 geboren.
Francesco wurde 1807 – im Alter von 17 Jahren – in Florenz in die Accademia di Belle Arti aufgenommen, wo er bis 1816 ausgebildet wurde. Dann zog es ihn nach Rom, und er lernte dort u. a. die Werke der Künstler Antonio Canova und Bertel Thorvaldsen kennen. Der Aufenthalt in Rom wurde für seinen Lebensweg als Künstler entscheidend.
1817 wurde er zum Mitglied der Accademia di Belle Arti di Firenze ernannt und 1823 zum Lehrer der Bildhauerei (insegnante di scultura).

## Schaffen
Bekannt und erfolgreich wurde Francesco Pozzi durch seine im klassischen Stil – beeinflusst von Canova und Thorvaldsen – geschaffenen Skulpturen.
Als Steinschneider fertigte er zahlreiche Kameen und Medaillons an. Viele kleine Keroplastiken (Arbeiten in Wachs) haben sich erhalten, die in der Publikation von Gabriella Tassinari abgebildet sind.

## Werke (Auswahl)
- Marmorbüste der Prinzessin Luisa Carlotta von Lucca
- Latona mit ihren Kindern
- Grabmale in Florentiner Kirchen
- Denkmal von Ferdinand III. in Livorno
- Statue des Farinata degli Uberti in den Uffizien. Dies soll sein letztes für die Öffentlichkeit bestimmtes Werk sein; vollendet wurde es von Emilio Santarelli.

Nach Pozzis Tod fand man in seinem Atelier u. a. die Marmorskulptur Jupiter und Antiope. Diese wurde vom württembergischen Königshaus zur Dekoration der Villa Berg für den Kronprinzen Karl und seine Gattin Olga aufgekauft. Die Plastik befindet sich zurzeit im Stuttgarter Landesmuseum.

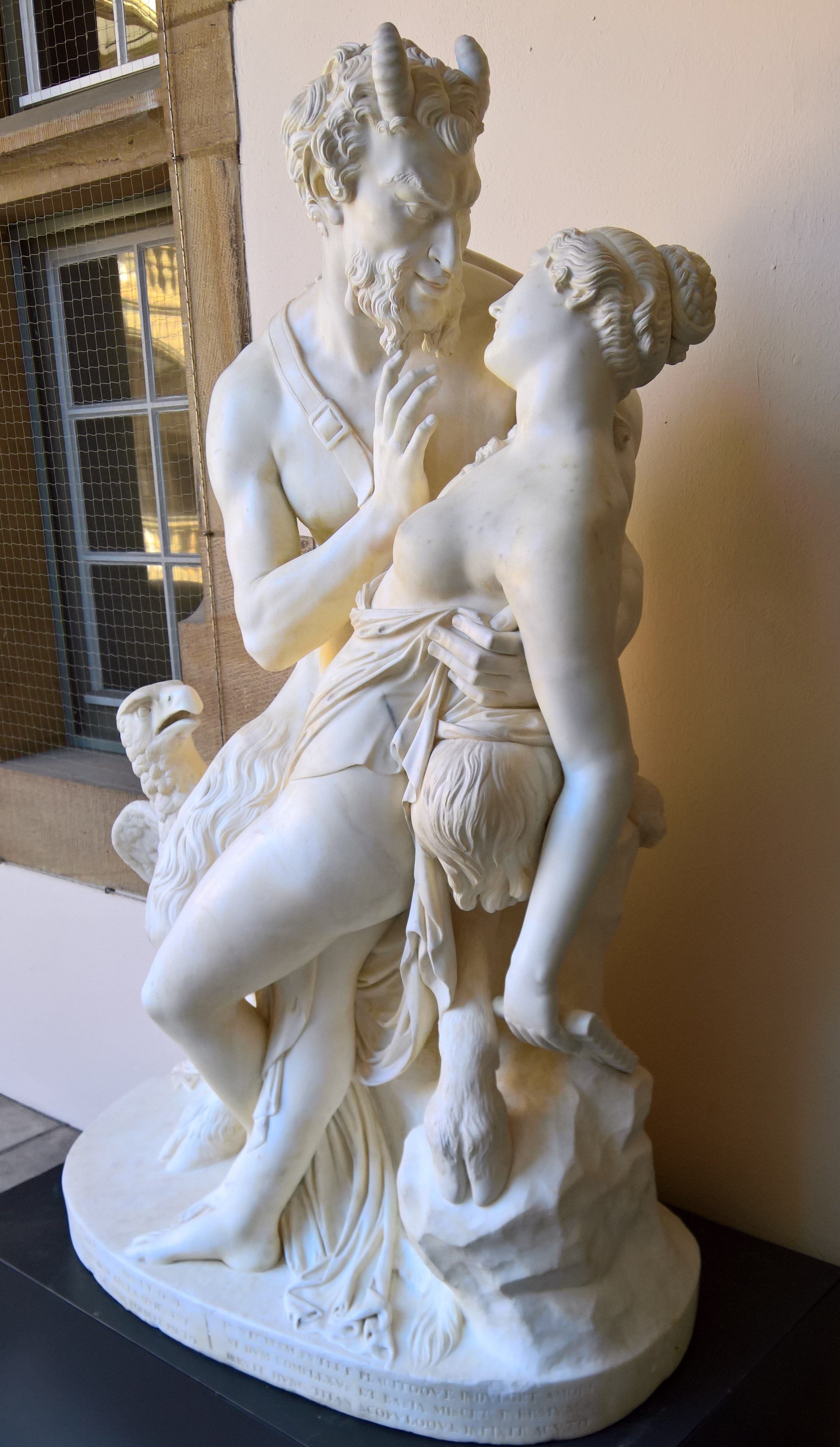
Jupiter und Antiope (Marmor)
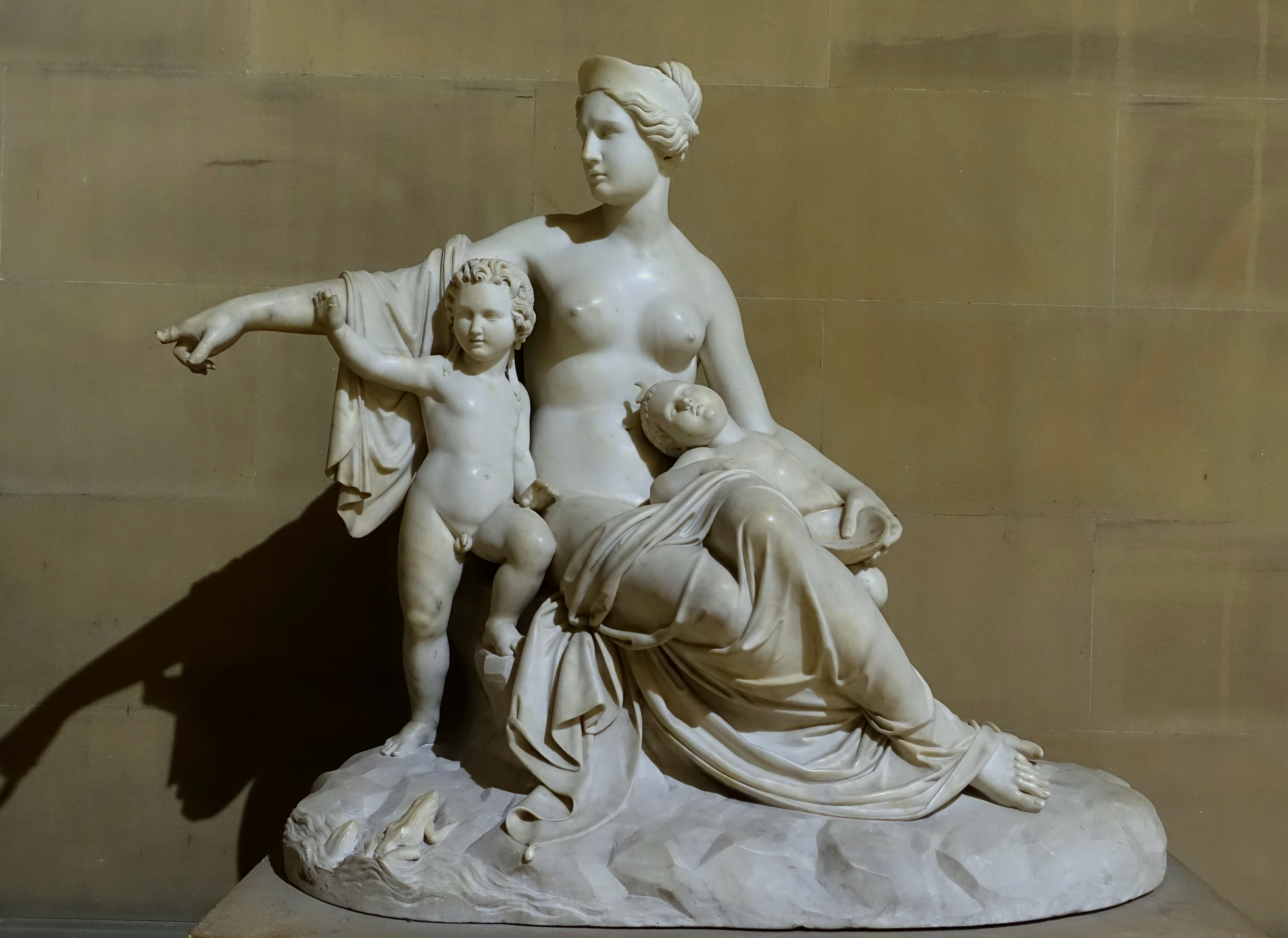
Latona mit den Kindern Apollo und Artemis, von Francesco Pozzi, 1824, Marmor - Sculpture Gallery, Chatsworth House - Derbyshire, England
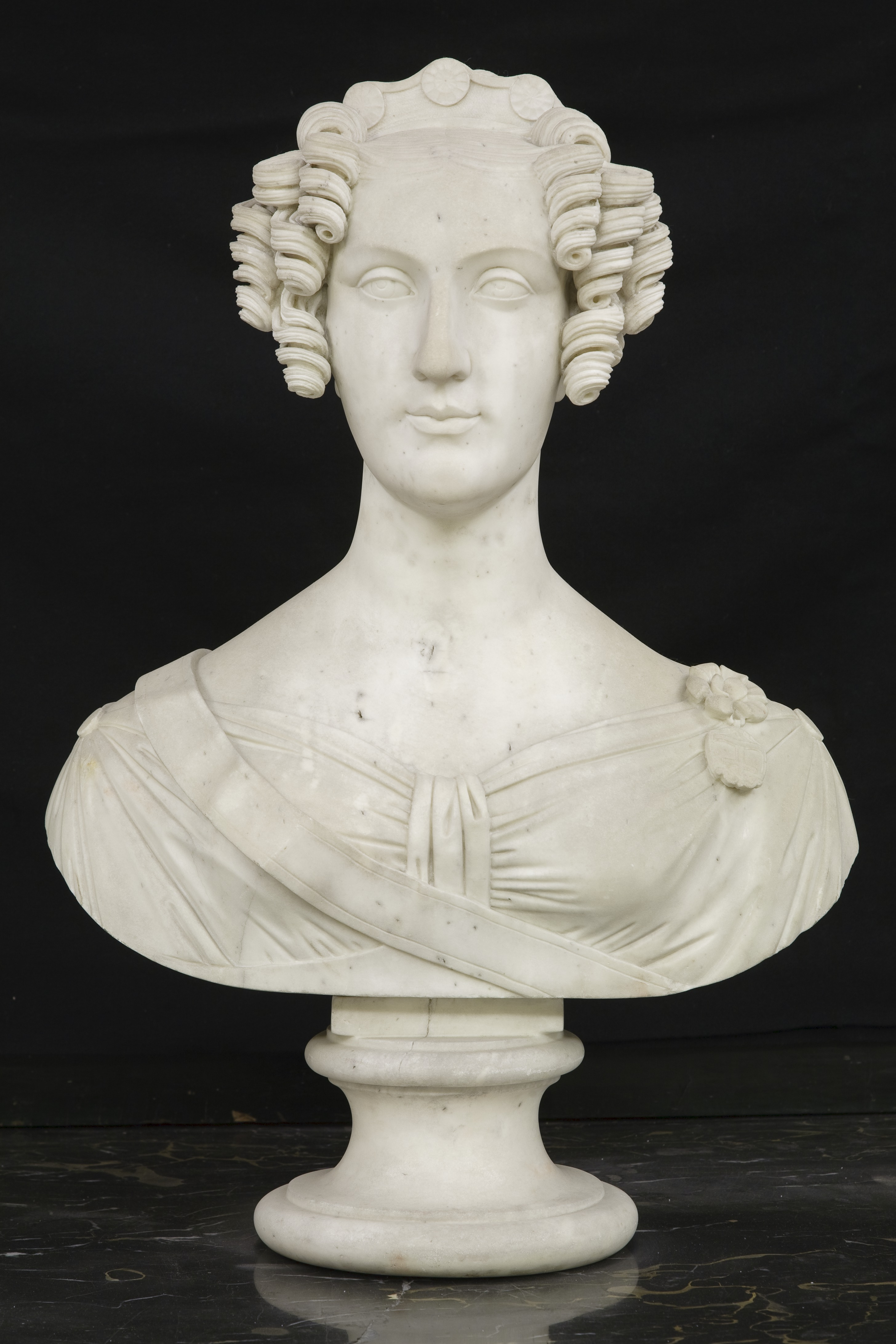
Büste der Prinzessin Luisa Carlotta von Lucca